# Varkenscyclus
Varkenscyclus is het verschijnsel in de economie dat overschotten en tekorten van een bepaald product elkaar afwisselen, doordat aanbieders massaal reageren op de hoogte van de prijzen, maar tegen de tijd dat deze reactie doorwerkt op het aanbod, is de prijs alweer omgeslagen. 
De term 'varkenscyclus' is afgeleid van de cyclus zoals die optreedt in de varkenssector. 
Het aanbod en de prijs van varkens wisselt namelijk sterk in de loop der jaren, doordat varkensfokkers massaal gaan uitbreiden op het moment dat de prijzen hoog zijn, met als gevolg dat er in volgende jaren een overschot ontstaat. Vanwege de lage prijzen worden dan veel varkensfokkerijen gesloten of ingekrompen, zodat het aanbod daalt en de prijzen weer stijgen. Waarna de cyclus opnieuw begint. 
Ook bij andere producten kunnen dergelijke verschijnselen optreden; ook dat wordt varkenscyclus genoemd. 
Producten waarbij een varkenscyclus is waargenomen: 
- Koffiebonen
- Kantoren (vastgoedsector)
- Opslagsystemen voor computers
- Kerstbomen
- Elektriciteitscentrales

In wezen wordt een varkenscyclus veroorzaakt doordat er altijd enige tijd verloopt tussen het moment waarop tot een bepaalde investering wordt besloten en het moment waarop die investering het aanbod gaat beïnvloeden. In de tussentijd kan de prijs al sterk gewijzigd zijn. Dit is goed zichtbaar op de oliemarkt: grote investeringen in nieuwe olievelden zijn pas bij een bepaalde minimumprijs voor olie interessant voor de grote maatschappijen. Als de olieprijs daalt, bijvoorbeeld ten gevolge van de economische crisis van 2008, zijn de maatschappijen geneigd die investeringen uit te stellen. Hierdoor kunnen echter gemakkelijk tekorten ontstaan die pas op langere termijn kunnen worden weggewerkt.
Een vergelijkbaar effect is merkbaar bij beroepsopleidingen. Als er een hoge werkloosheid optreedt onder afgestudeerden van een bepaalde studierichting, loopt het aantal eerstejaars studenten voor die opleiding sterk terug. Tegen de tijd dat die eerstejaars afstuderen, kan er alweer een tekort zijn ontstaan.
De varkenscyclus werd in de jaren 30 van de twintigste eeuw theoretisch beschreven door middel van het spinnenwebtheorema.